# Предејане (село)
Предејане је насељено место града Лесковца у Јабланичком округу. Према попису из 2022. било је 297 становника.

## Положај и тип
Село лежи десно од Предејанске реке, притоке Ј. Мораве. Kућe овог насеља захватају пространо земљиште које је високо од 500 до 800 м. Околна су насеља: варошица Предејане са запада, село Крпејци са северозапада, Црвени Брегса југоистока итд. Становници се служе водом са чесама и из бунара.
Називи потеса су: Барице, Арница, Мртвачки Рид или Чукар, Росуља, Равниште, Србљачка Ливада, Раскрсје, Мурдина Чука, Илијин Крст, Белеге, Големи Рид, Стипсана Долина, Самарски Рид, Голема Падина, Дебели Дел, Шилегарник, Peка, Мечкин камен, Сува Гора, Ваташко, Милина Ливада, Илијин Чукар, Трница, Селиште, Невеново Селиште (ту је „средсело“), Лозиште, Качер ( то је државна шума) и други.
Предејане је разбијеног типа. При подизању кућа становници су водили рачуна да им имања буду што ближе. Због тога и услед расчлањености земљишта, куће су растурене. Идући од запада према истоку разликују се махале: Лимчиште, Средња и Милина Ливада. Сродничке куће су једна другој ближе. Укупно Предејане има 99 домова (1958. г.).

## Старине и прошлост
На земљишту села Предејана постоје различите старине и карактеристични топографски називи. Они указују да је и овде било становника још у раније доба.
Брдо Градац налази се у махали Милана Ливада. Тамо има
„зидина и шума". У народу се говори, да су некада постојале „латинске" цркве: по једна се налазила на потесима Чуљејца и Река. Тaмo су „биле зидинке", којих данас нема.
Потес Селиште лежи у западном делу села изнад варошице Предејана. Поред Селишта је садашња махала Лимчиште. На Селишту сада су њиве и по нека ливада. Остатака од старина нема. Невенино Селиште је у Средњој Махали Предејана. Тамо су ливаде и шљивари. И на овом потесу старина нема.
Данашње село Предејане основано је пре око 140 година. Њега је основао неки досељеннк из Босиљградскоr Крајишта. Имао је три сина од којих потичу данашњи родови: Ристини са Сокарцима, затим Цветанови и Цветкови. Од поменутог досељенина потиче 48 сеоских домаћинстава.
Најстарији зачетак данашњег Предејана био је у садашњој Средњој Махали. Тамо је и стари сеоски крст. Пресељеници из Средње Махале касније су основали друге крајеве насеља.
Крајем прве половине XIХ века Срби из овог и из околних насеља радили су у турским самоковима у којима се добијало гвожђе. Таквих самокова билo је у селима Рупљу, Мрковици, у долини Предејансне Реке (око 3 км узводно од данашње варошице Предејана) и на другим местима.
На земљишту поред Ј. Мораве од почетка XX века основана је варошица Предејане. Она лежи на потесима који су припадали атарима села Предејана и Бричевја. Атар поменуте варошице сада је одвојен од атара села Предејана.
Село Предејане има цркву посвећену св. Арханђелу „горешњаку" (у јулу). Саграђена је 1871. г. Налази се непосредно изнад варошице Предејана. Ту је и гро6ље поменуте варошице. На дан сеоске славе код те цркве долазе становници из више околних насеља
Село Предејане има гробље на месту Рудина код Лимчиске Махале. Оно је старије од цркве. Сеоска слава је Спасовдан.

## Демографија
У насељу Предејане (село) живи 395 пунолетних становника, а просечна старост становништва износи 38,4 година (36,8 код мушкараца и 40,2 код жена). У насељу има 145 домаћинстава, а просечан број чланова по домаћинству је 3,39.
Ово насеље је великим делом насељено Србима (према попису из 2002. године).
|  |

| Демографија | Демографија | Демографија |
| Година      | Становника  | Становника  |
| ----------- | ----------- | ----------- |
| 1948.       | 631         |             |
| 1953.       | 528         |             |
| 1961.       | 540         |             |
| 1971.       | 616         |             |
| 1981.       | 508         |             |
| 1991.       | 456         | 448         |
| 2002.       | 491         | 495         |
| 2011.       | 405         |             |
| 2022.       | 297         |             |

| Етнички састав према попису из 2002.‍ | Етнички састав према попису из 2002.‍ | Етнички састав према попису из 2002.‍ | Етнички састав према попису из 2002.‍ | Етнички састав према попису из 2002.‍ |
| ------------------------------------ | ------------------------------------ | ------------------------------------ | ------------------------------------ | ------------------------------------ |
|                                      |                                      |                                      |                                      |                                      |
| Срби                                 | Срби                                 |                                      | 489                                  | 99,59%                               |
| Македонци                            | Македонци                            |                                      | 2                                    | 0,40%                                |
| непознато                            | непознато                            |                                      | 0                                    | 0,0%                                 |

| Година пописа     | 1948. | 1953. | 1961. | 1971. | 1981. | 1991. | 2002. |
| ----------------- | ----- | ----- | ----- | ----- | ----- | ----- | ----- |
| Број домаћинстава | 103   | 93    | 96    | 149   | 142   | 131   | 145   |

| Број чланова      | 1  | 2  | 3  | 4  | 5  | 6  | 7 | 8 | 9 | 10 и више | Просек |
| ----------------- | -- | -- | -- | -- | -- | -- | - | - | - | --------- | ------ |
| Број домаћинстава | 25 | 28 | 21 | 40 | 11 | 11 | 6 | 3 | 0 | 0         | 3,39   |

| Пол    | Укупно | Неожењен/Неудата | Ожењен/Удата | Удовац/Удовица | Разведен/Разведена | Непознато |
| ------ | ------ | ---------------- | ------------ | -------------- | ------------------ | --------- |
| Мушки  | 211    | 62               | 134          | 9              | 6                  | 0         |
| Женски | 198    | 32               | 136          | 27             | 3                  | 0         |
| УКУПНО | 409    | 94               | 270          | 36             | 9                  | 0         |

| Пол    | Укупно                    | Пољопривреда, лов и шумарство | Рибарство                            | Вађење руде и камена | Прерађивачка индустрија       |
| ------ | ------------------------- | ----------------------------- | ------------------------------------ | -------------------- | ----------------------------- |
| Мушки  | 86                        | 9                             | 0                                    | 0                    | 0                             |
| Женски | 10                        | 4                             | 0                                    | 0                    | 0                             |
| УКУПНО | 96                        | 13                            | 0                                    | 0                    | 0                             |
| Пол    | Производња и снабдевање   | Грађевинарство                | Трговина                             | Хотели и ресторани   | Саобраћај, складиштење и везе |
| Мушки  | 2                         | 51                            | 2                                    | 6                    | 4                             |
| Женски | 0                         | 1                             | 1                                    | 3                    | 0                             |
| УКУПНО | 2                         | 52                            | 3                                    | 9                    | 4                             |
| Пол    | Финансијско посредовање   | Некретнине                    | Државна управа и одбрана             | Образовање           | Здравствени и социјални рад   |
| Мушки  | 0                         | 1                             | 1                                    | 2                    | 1                             |
| Женски | 0                         | 0                             | 0                                    | 1                    | 0                             |
| УКУПНО | 0                         | 1                             | 1                                    | 3                    | 1                             |
| Пол    | Остале услужне активности | Приватна домаћинства          | Екстериторијалне организације и тела | Непознато            | Непознато                     |
| Мушки  | 1                         | 0                             | 0                                    | 6                    | 6                             |
| Женски | 0                         | 0                             | 0                                    | 0                    | 0                             |
| УКУПНО | 1                         | 0                             | 0                                    | 6                    | 6                             |